# Stams (Film)

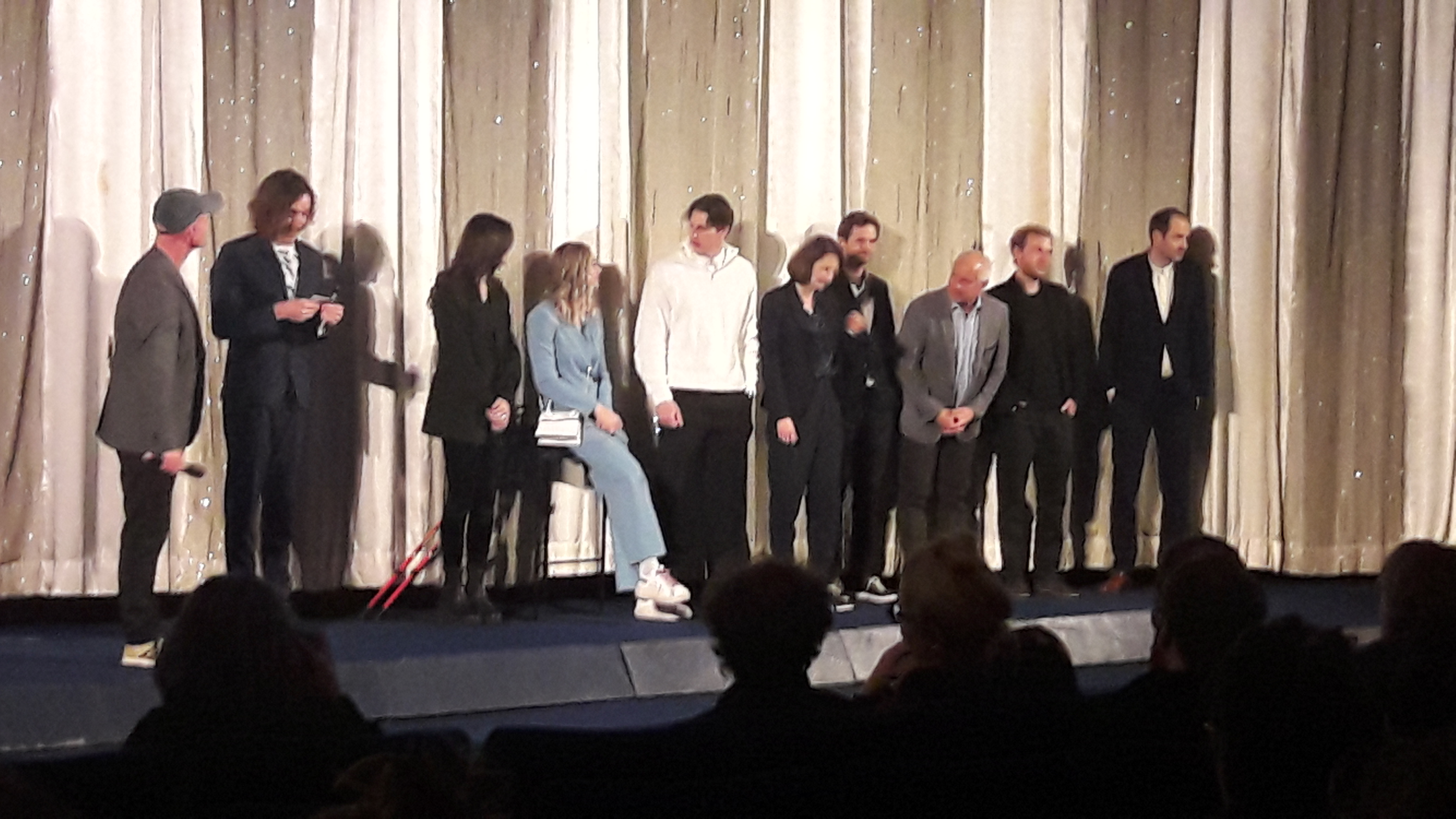
Cast & Crew bei der Premiere des Films

Stams ist ein österreichischer Dokumentarfilm von Bernhard Braunstein. Der Film hat seine Premiere am 19. Februar 2023 in der Sektion „Panorama“ der Berlinale. Der reguläre Kinostart in Österreich ist am 3. März 2023 vorgesehen. Die Erstausstrahlung im Free-TV ist am 11. Februar 2024 in ORF 2.

## Inhalt
Das Ski-Internat Stams in den Tiroler Alpen ist die Kaderschmiede Österreichs für Olympia. Der Film beobachtet über ein Jahr die junge Elite im streng getakteten Trainingsalltag. Ihre Körper werden akribisch vermessen, dokumentiert und optimiert. Der Druck ist hoch, Verletzungen sind an der Tagesordnung. Im Unterricht werden EU-Institutionen, Kreuzband-OPs, Doping und Kierkegaard durchgenommen. So bleibt nur wenig Zeit für ein normales Teenagerleben.

## Produktion
Die Dreharbeiten zu Stams erfolgten von April 2019 bis Juli 2021. Im Film wurde bewusst auf Interviews verzichtet, um dem Zuschauer einen subjektiven Eindruck zu lassen. Durch das aufgebaute Vertrauen mit den Schülern entstanden sehr natürliche Aufnahmen. Das gesammelte Filmmaterial wurde zunächst auf 12 Stunden zusammengeschnitten und dann sukzessive weiter gekürzt.

## Auszeichnungen
In der Sektion „Panorama“ der Berlinale ist der Film in der Auswahl für die Filmpreise der unabhängigen Jurys, unter anderem für den Preis der Ökumenischen Jury und den FIPRESCI-Preis.